# (2423) Ibarruri
(2423) Ibarruri (1972 NC; 1930 SV; 1943 TB; 1956 VC; 1972 PB) ist ein ungefähr fünf Kilometer großer Asteroid des inneren Hauptgürtels, der am 14. Juli 1972 von der ukrainischen (damals: Sowjetunion) Astronomin Ljudmyla Schurawlowa am Krim-Observatorium (Zweigstelle Nautschnyj) auf der Halbinsel Krim (IAU-Code 095) entdeckt wurde.

## Benennung
(2423) Ibarruri wurde nach dem Spanier Rubén Ruiz Ibárruri (1920–1942) benannt, dem Sohn der Politikerin Dolores Ibárruri. Er starb in der Schlacht von Stalingrad als Oberleutnant der 35. Gardedivision.